# Hakan Balta
Hakan Kadir Balta (* 23. März 1983 in Berlin) ist ein ehemaliger türkischer Fußballspieler und heutiger Fußballtrainer.

## Karriere

### Verein
Im Jahr 2003 verpflichtete Manisaspor Hakan Balta von Hertha BSC. In Manisa hatte der junge Abwehrspieler eine erfolgreiche Zeit. Galatasaray Istanbul wollte den Berliner bereits im Jahr 2006 verpflichten, aber wegen der großen finanziellen Probleme konnte der Wechsel nicht vollzogen werden. Einen Tag nach dem Unentschieden zwischen Vestel Manisaspor und Galatasaray Istanbul am 2. September 2007 wechselte Balta an den Bosporus. Galatasaray zahlte für Hakan 750.000 €. In der gleichen Saison wurde er mit Galatasaray Türkischer Fußballmeister.
In den Spielzeiten 2011/12, 2012/13 und 2014/15 wurde Balta erneut mit Galatasaray türkischer Meister, jedoch verlor er in der Saison 2012/13 nach diversen Verletzungen seinen Stammplatz an seinen Mitspieler Albert Riera. Sein Vertrag wurde trotzdem um weitere zwei Jahre mit einer Option für eine weitere Saison bis zum 31. Mai 2015 verlängert. Fortan spielte Balta primär als Innenverteidiger. Oktober 2015 wurde sein Vertrag bis 2018 verlängert. In der Saison 2017/18 wurde Balta zum vierten Mal türkischer Meister, jedoch kam er in keinem Spiel zum Einsatz. Sein Vertrag endete am Ende der Saison 2017/18 und wurde nicht verlängert. Balta beendete daraufhin seine aktive Karriere.

### Nationalmannschaft
Aufgrund seines deutschen Geburtsortes und seiner türkischen Vorfahren hatte Balta die Wahl zwischen den Nationalmannschaften von Deutschland und der Türkei. Er entschied sich für die Türkei. Das erste Länderspiel für die Türkei absolvierte Hakan Balta gegen Norwegen am 17. November 2007. Zudem wurde er für das türkische Aufgebot der Europameisterschaft 2008 nominiert. Beim Vorbereitungsspiel zur Europameisterschaft gegen die slowakische Auswahl erzielte Balta seinen ersten Treffer im Nationaldress.
Bei der Europameisterschaft 2016 in Frankreich wurde er in das türkische Aufgebot aufgenommen und stand in allen drei Partien der Gruppenphase in der Startelf. Er gehörte zu den Spielern, die jede Minute auf dem Platz standen. Als einer von zwei Gruppendritten scheiterte das Team knapp aufgrund des Torverhältnisses in der Vorrunde. Sein 50. und letztes Länderspiel für die türkische Nationalmannschaft bestritt Hakan Balta im WM-Qualifikationsspiel am 6. Oktober 2016 gegen die Ukraine.

### Funktionär und Trainerkarriere
Im September 2020 wurde Balta Fußball-Direktor-Assistent bei Galatasaray Istanbul. Am 8. Februar 2022 ernannte Galatasaray Hakan Balta zum neuen Trainer der U19. Im Sommer 2025 verließ Balta die U19-Mannschaft von Galatasaray Istanbul und wurde Co-Trainer von Vincenzo Montella bei der türkischen Nationalmannschaft.

## Privates
Hakan Balta besitzt neben der türkischen auch noch die deutsche Staatsangehörigkeit. Er hat mit seiner Frau Derya zwei Söhne.

## Erfolge
Mit Manisaspor
- Vizemeister der TFF 1. Lig und Aufstieg in die Süper Lig: 2004/05

Mit Galatasaray Istanbul
- Türkischer Meister: 2007/08, 2011/12, 2012/13, 2014/15, 2017/18
- Türkischer Pokalsieger: 2013/14, 2014/15, 2015/16
- Türkischer Supercupsieger: 2008, 2012, 2013, 2015, 2016
- Emirates-Cup-Sieger: 2013

Mit der türkischen Fußballnationalmannschaft
- EM-Halbfinale: 2008